# Włodzimierz Choynowski
Włodzimierz Choynowski (ur. 3 grudnia 1885, zm. 25 października 1952 w Warszawie) – polski inżynier mechanik, naczelnik wydziału Urzędu Patentowego RP w Warszawie (do 1939), w latach 1945–1949 prezes Urzędu Patentowego RP.

## Życiorys
Syn Stanisława i Natalii z domu Kisielska. Był uczniem filologicznego Gimnazjum w Kaliszu, maturę zdał w Rydze. Studiował i dyplom inż. mechanika uzyskał w Politechnice w Karlsruhe. Specjalizował się w zakresie silników Diesla. Był członkiem rzeczywistym Polskiej Korporacji Akademickiej Z.A.G. „Wisła”. Po studiach pracował w Niżnym Nowogrodzie. Po powrocie do Polski w dwudziestoleciu międzywojennym pracował jako urzędnik (m.in. radca techniczny, naczelnik wydziału Urzędu Patentowego RP). Równocześnie wykładał w szkole Wawelberga i Rotwanda.
Bezpośrednio po zakończeniu działań zbrojnych we wrześniu 1939, razem z wieloletnimi pracownicami Urzędu Patentowego Heleną Wabilską i Marią Morgulec przystąpił do zabezpieczania i odtwarzania zniszczonych akt i rejestrów. Dzięki nim zgłoszenia wynalazków tajnych nie wpadły w ręce okupanta niemieckiego. W 1944, razem z żoną został aresztowany i wywieziony do obozu przejściowego Dulag 121 Pruszków, a następnie do KL Auschwitz i KL Natzweiler.
Po odzyskaniu wolności, od lutego 1945 do 19 grudnia 1949 pełnił obowiązki prezesa Urzędu Patentowego RP w Krakowie (od października 1945 z siedzibą w Warszawie), następnie był wiceprezesem Urzędu Patentowego PRL. Działał w Stronnictwie Demokratycznym, będąc członkiem Koła Techników Dzielnicowego Komitetu Warszawa Południe.
Był mężem Haliny z domu Rostafińska (1887–1979). Ich córka Jolanta Maria Choynowska (1925–2009) walczyła w powstaniu warszawskim, jako starszy strzelec AK, ps. Bronka, Jola, Bogoć.
Zmarł w Warszawie, pochowany na cmentarzu Powązkowskim (kwatera 114-5-26).

## Ordery i odznaczenia
- Złoty Krzyż Zasługi (dwukrotnie: 16 stycznia 1930[5], 22 lipca 1947[6])